# Don't Stop
《Don't Stop》是臺灣歌手蔡依林的第二張錄音室專輯，由環球音樂和大聲音樂於2000年4月26日發行。專輯由小螞蟻、李偉菘、李偲菘和陳偉製作，融合流行、嘻哈、搖滾、雷鬼和節奏藍調等元素，開啟蔡依林以快歌為主打的音樂路線。
專輯在臺灣銷量超過50萬張，獲得2000年臺灣年度唱片銷量第六名及年度女歌手唱片銷量第二名，是她迄今在臺灣銷量最高的專輯。

## 背景和發展
1999年12月聖誕節期間，蔡依林前往美國紐約Quad Studios錄製新專輯中的〈Don't Stop〉、〈你快樂嗎〉和〈永恆〉三首歌曲，並和美國攝影師John N.合作拍攝專輯封面及寫真。

## 創作和錄製
第一主打〈Don't Stop〉改編自S Club 7的〈Bring It All Back〉，歌詞描寫新世代年輕人對夢想的無畏憧憬和對愛情的追求。〈Don't Stop〉、第二主打〈你快樂嗎〉及第六主打〈永恆〉均在美國紐約Quad Studios錄製，並邀請先前專輯《1019》中合作的四位黑人和聲歌手提供和聲。第五主打〈Sugar Sugar〉原唱為The Archies，蔡依林版本融入更多嘻哈元素。

## 封面
專輯封面採用蔡依林大頭照，照片中凌亂的劉海和似笑非笑的表情展現少女的純真和稚嫩。

## 發行和宣傳
專輯在正式發行前一個月，臺灣訂單量已超過14萬張。環球音樂於2000年4月11日起，分別在北、中、南三地舉辦三場新歌搶聽會。同月16日，蔡依林在臺中市巨蛋預定地舉辦「Don't Stop新歌首唱會」。同年6月1日，環球音樂發行限量5萬張的改版「勝利版」，慶祝專輯銷量突破40萬張，並附送《紐約/夏威夷紀實寫真》寫真冊。
同年7月10日，蔡依林於臺北市中正紀念堂舉辦「考生之夜演唱會」。隔日，環球音樂推出限量5萬張的「慶功回饋大改版」，慶祝專輯銷量超過45萬張，該版本額外收錄三支MV及三支「Don't Stop新歌首唱會」現場影片。

### 單曲和音樂影片
單曲〈Don't Stop〉在2000年臺灣Hit FM年度百首單曲中排名第17名。〈Don't Stop〉和〈你快樂嗎〉的MV由林錦和執導，其中〈你快樂嗎〉邀請錢帥君參與演出。〈You Gotta Know〉的MV由鄺盛執導，〈什麼樣的愛〉的MV由黃中平執導，並邀請張勛傑參與演出。〈Sugar Sugar〉的MV由Showx2執導。

### 現場表演
2000年5月21日，蔡依林參加TVBS舉辦的「總統副總統就職慶祝演唱會」，演唱〈You Gotta Know〉。

## 商業表現
專輯在2000年臺灣玫瑰唱片和大眾唱片年度銷量排行榜中分別排名第10名和第14名。

## 評價
騰訊娛樂評論指出，蔡依林第二張專輯改變了首張以抒情為主的策略，轉向歡快曲風，但仍以少女情懷為主題。快歌〈Don't Stop〉和〈You Gotta Know〉及抒情曲〈你快樂嗎〉均描繪青春少女心情。創作陣容包含郭子、黃舒駿、涂惠元等人，提升專輯流行性。製作人除李偲菘、李偉菘、吳大衛外，首次和陳偉合作的〈You Gotta Know〉帶來新變化。專輯後段融入搖滾、雷鬼元素，整體仍以流行為主。
新浪音樂評論表示，蔡依林首張專輯《1019》帶有明顯R&B色彩，第二張《Don't Stop》則轉為臺灣主流流行音樂，幾乎無R&B風格。他提及唱片公司尚未確定未來音樂方向，蔡依林赴日發展，被稱為「宇多田光師妹」，未來或回歸R&B，並指出《Don't Stop》簡單易懂但具心思，肯定蔡依林唱功和發展潛力。

## 獎項
歌曲〈Don't Stop〉獲得第七屆全球華語音樂榜中榜最受歡迎歌曲獎，以及第一屆音樂風雲榜港台年度最佳舞曲獎。

## 曲目
| 《Don't Stop》——正式版 | 《Don't Stop》——正式版                    | 《Don't Stop》——正式版 | 《Don't Stop》——正式版 | 《Don't Stop》——正式版 | 《Don't Stop》——正式版 | 《Don't Stop》——正式版 |
| 曲序                   | 曲目                                      |                        | 作曲 | 编曲                   | 製作人                 | 时长                   |
| ---------------------- | ----------------------------------------- | ---------------------- | --- | ---------------------- | ---------------------- | ---------------------- |
| 1.                     | Don't Stop                                | 毛毛                   | - Rachel Stevens - Hannah Spearritt - Bradley McIntosh - Jon Lee - Paul Cattermole - Jo O'Meara - Tina Barrett - Eliot Kennedy - Mike Percy - Tim Lever | Martin Tang            | 李偉菘                 | 3:34                   |
| 2.                     | 你快樂嗎（Are You Happy）                 | 胡如虹                 | 惠元 | 陳敬詩                 | 小螞蟻                 | 4:36                   |
| 3.                     | 什麼樣的愛（What Kind of Love）           | 黃舒駿                 | 葉良俊 | Terence Teo            | 李偲菘                 | 4:01                   |
| 4.                     | You Gotta Know                            | 呂學涵                 | 陳偉 | 陳偉                   | 陳偉                   | 4:00                   |
| 5.                     | 永恆（Eternity）                          | 莊靜文                 | 李偲菘 | 黃銘源                 | 李偲菘                 | 4:19                   |
| 6.                     | 嗨（Everything's Gonna Be Alright）       | 陳靜楠                 | 劉志文 | Kenn C                 | 李偉菘                 | 3:52                   |
| 7.                     | 孤單的人總說無所謂（Words of Loneliness） | 鄔裕康                 | 郭子 | 陳敬詩                 | 小螞蟻                 | 4:56                   |
| 8.                     | 飄浮（Floating）                          | 毛毛                   | 李偉菘 | 黃銘源                 | 李偉菘                 | 4:05                   |
| 9.                     | 唱這首歌（Love Song for You）             | 莊靜文                 | Lee Soo-young | 鍾興民                 | 小螞蟻                 | 3:51                   |
| 10.                    | Sugar Sugar                               | Andy Kim               | Jeff Barry | 鍾興民                 | 小螞蟻                 | 3:50                   |
| 总时长：               | 总时长：                                  | 总时长：               | 总时长： | 总时长：               | 总时长：               | 41:04                  |

| 《Don't Stop》——慶功回饋大改版（VCD） | 《Don't Stop》——慶功回饋大改版（VCD） | 《Don't Stop》——慶功回饋大改版（VCD） |
| 曲序                                  | 曲目                                  | 时长                                  |
| ------------------------------------- | ------------------------------------- | ------------------------------------- |
| 1.                                    | Don't Stop+上街+Sugar Sugar（Live）   | 16:45                                 |
| 2.                                    | 你快樂嗎（Live）                      | 4:16                                  |
| 3.                                    | You Gotta Know（Live）                | 6:00                                  |
| 4.                                    | You Gotta Know（MV）                  | 4:00                                  |
| 5.                                    | 什麼樣的愛（MV）                      | 3:59                                  |
| 6.                                    | 你快樂嗎（MV）                        | 4:36                                  |
| 总时长：                              | 总时长：                              | 39:36                                 |

## 幕後人員
該人員名單摘自專輯內頁。
- 梁世韻—歌唱指導
- 林正忠—母帶後期處理製作人
- 王舒屏—母帶後期處理工程師
- 異術—母帶後期處理錄音室

曲目 #1
- 陳韋蒨—助理製作人
- Andy Peterson—貝斯
- Luke Mason—鼓
- Danny Madden（英语：Danny Madden）—和聲編寫、和聲
- Stephanie James—和聲
- Karen Bernod（英语：Karen Bernod）—和聲
- Sean Chan—錄音師
- 王幼華—錄音師
- 何慶堂—錄音師
- Mike Anzel—錄音師
- 風格—錄音室
- 加合—錄音室
- Quad Studios—錄音室
- 小螞蟻—混音製作人
- 林正忠—混音錄音師
- 譜麗音—混音錄音室

曲目 #2
- 李偲菘—配唱製作人、和聲
- 陳思宇—製作助理
- 李昀霖—和聲編寫、和聲
- Danny Madden—和聲編寫
- 梁世韻—和聲
- Stephanie James—和聲
- Karen Bernod—和聲
- Audrey Wheeler—和聲
- 倪方來—吉他
- 王幼華—錄音師
- 何慶堂—錄音師
- Mike Anzel—錄音師
- 加合—錄音室
- Quad Studios—錄音室
- 林正忠—混音錄音師
- 譜麗音—混音錄音室

曲目 #3
- 陳韋蒨—助理製作人
- Shah Tahir—吉他
- 李偉菘—和聲編寫、和聲
- 黎佩儀—和聲
- Sean Chan—錄音師
- 沈文釧—錄音師
- 何慶堂—錄音師
- 風格—錄音室
- 加合—錄音室
- 李偲菘—混音製作人
- 小螞蟻—混音製作人
- 黃欽勝—混音錄音師
- 強力—混音錄音室

曲目 #4
- 李偉菘—配唱製作人
- 謝文德—Rap
- 陳偉—錄音師、混音錄音師
- 嘉男—錄音師
- 黃欽勝—錄音師
- 鐵腕—錄音室、混音錄音室
- 強力—錄音室

曲目 #5
- 陳韋蒨—助理製作人
- 李偲菘—配唱製作人
- Shah Tahir—吉他
- 李偉菘—和聲編寫、和聲
- Danny Madden—和聲編寫
- 黎佩儀—和聲
- Stephanie James—和聲
- Karen Bernod—和聲
- Andrey Wheeler—和聲
- Sean Chan—錄音師
- 沈文釧—錄音師
- 王幼華—錄音師
- Jovi—錄音師
- 陳忠宏—錄音師
- Mike Anzel—錄音師
- 風格—錄音室
- 加合—錄音室
- 白金—錄音室
- Quad Studios—錄音室
- 小螞蟻—混音製作人
- 黃欽勝—混音錄音師
- 強力—混音錄音室

曲目 #6
- 陳韋蒨—助理製作人
- Kenn C—吉他
- Andy Peterson—貝斯
- Luke Mason—鼓
- 李偉菘—和聲編寫、和聲
- 劉志文—和聲
- Sean Chan—錄音師
- 沈文釧—錄音師
- 王幼華—錄音師
- 何慶堂—錄音師
- 風格—錄音室
- 加合—錄音室
- 小螞蟻—混音製作人
- 顏仲坤—混音錄音師
- 強力—混音錄音室

曲目 #7
- 李偲菘—配唱製作人
- 陳思宇—製作助理
- 倪方來—吉他
- 王幼華—錄音師
- 劉芳志—錄音師
- 徐中亞—錄音師
- 加合—錄音室
- 雅弦—錄音室
- 強力—錄音室、混音錄音室
- 黃欽勝—混音錄音師

曲目 #8
- 陳韋蒨—助理製作人
- Jamie Wilson—吉他
- 李偉菘—和聲編寫、和聲
- 黎佩儀—和聲
- 梁世韻—和聲
- 王幼華—錄音師
- 加合—錄音室
- 顏仲坤—混音錄音師
- 強力—混音錄音室

曲目 #9
- 陳思宇—製作助理
- 黃秀偵—和聲編寫、和聲
- 莊蕙如—和聲
- 謝文德—和聲
- 李偲菘—配唱製作人
- 王幼華—錄音師
- 藍國坪—錄音師
- 謝光華—錄音師
- 徐中亞—錄音師
- 加合—錄音室
- 明水—錄音室
- 強力—錄音室、混音錄音室
- 黃欽勝—混音錄音師

曲目 #10
- 陳思宇—製作助理
- 李偉菘—配唱製作人
- 謝文德—Rap
- 李偉菘—和聲編寫、和聲
- 黎佩儀—和聲
- 梁世韻—和聲
- 王幼華—錄音師
- 鍾興國—錄音師
- 黃欽勝—錄音師、混音錄音師
- 加合—錄音室
- 明水—錄音室
- 強力—錄音室、混音錄音室

## 發行歷史
| 地區       | 日期          | 版本           | 格式    | 經銷商   |
| ---------- | ------------- | -------------- | ------- | -------- |
| 臺灣       | 2000年4月26日 | 正式版         | CD 卡帶 | 環球音樂 |
| 臺灣       | 2000年6月1日  | 勝利版         | CD      | 環球音樂 |
| 臺灣       | 2000年7月11日 | 慶功回饋大改版 | CD+VCD  | 環球音樂 |
| 臺灣       | 2005年5月24日 | 留聲經典復刻版 | CD      | 環球音樂 |
| 印度尼西亞 | 2000年4月26日 | 正式版         | 卡帶    | 環球音樂 |
| 中國大陸   | 2000年4月26日 | 正式版         | CD 卡帶 | 美卡音像 |

## 外部連結
- YouTube上的《Don't Stop》播放列表